# 爱德华·冯·马滕斯
爱德华·冯·马滕斯（1831年4月18日—1904年8月14日）是德国动物学家。

## 生平
马滕斯于1831年出生在斯图加特。1849年，他进入蒂宾根大学。之后他搬到了柏林，从1855年开始在柏林大学动物博物馆工作，1859年开始在柏林自然博物馆工作。1887年，他成为自然博物馆的第二任主任。
1860年，他参加了东亚“忒提斯”（Thetis）远征探险。1862年，探险队准备返回欧洲，马滕斯却继续开始了环马来群岛的为期15个月的旅程。之后，他出版了一系列关于东亚动物的书籍。在回到柏林后，他开始担任博物馆软体动物展览的策展人，直到去世。
马滕斯命名并描述了155个新属（其中包括150属的软体动物）和超过1,800个物种（其中包括约1,680种软体动物，39种甲壳动物和50种棘皮动物）。

## 荣誉
马滕斯是伦敦林奈学会外籍会员和伦敦动物学会通讯会员。
1874年，他当选利奥波第那科学院院士。1885年12月，他当选俄罗斯科学院院士。